# Vejdirektoratet
Vejdirektoratet är en dansk myndighet som sorterar under Transportministeriet. Tidigare namn på ministeriet är "Transport- og Energiministeriet" (fram till november 2007), "Trafikministeriet" (till februari 2005) och "Ministeriet for offentlige Arbejder" (fram till 1987).
Vejdirektoratets uppgift är att ansvara för planering, projektering, anläggning, drift och underhåll av Danmarks statliga vägnät. Myndigheten har sitt huvudkontor i Köpenhamn och har en anläggningsavdelning placerad i Skanderborg. Därutöver finns sex lokala vägcenter (vejcentre) i landet, placerade i Fløng, Næstved, Middelfart, Skanderborg, Herning och Aalborg.